# Fraternidad Sacerdotal San Josafat

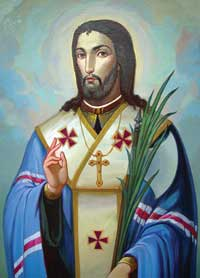
San Josafat Kuncewicz, santo patrono de la sociedad

La Fraternidad Sacerdotal San Josafat (FSSJK) es una sociedad de sacerdotes y seminaristas católicos tradicionalistas originarios de la Iglesia greco-católica ucraniana, liderada por el sacerdote Basilio Kovpak. Tiene su sede en Riasne, Leópolis, en el oeste de Ucrania. En Leópolis, la sociedad mantiene un seminario, donde actualmente residen treinta estudiantes, y atiende un pequeño convento de hermanas basilianas.
La FSSJK está afiliada a la Fraternidad Sacerdotal San Pío X y las órdenes sagradas son conferidas por los obispos de dicha fraternidad, dentro del rito romano. Sin embargo, los clérigos de la FSSJK siguen exclusivamente una versión del rito bizantino en eslavo eclesiástico según la recensión rutena.

## Seminario
El seminario de la FSSJK está dedicado al Inmaculado Corazón de María y cuenta actualmente con treinta seminaristas. Según la sociedad, el seminario busca ser un modesto apoyo para la conversión al catolicismo no solo de Ucrania, sino también de Rusia. La devoción a Nuestra Señora de Fátima y la fidelidad a la teología católica tradicional (especialmente la anterior al Concilio Vaticano II) son considerados pilares importantes.

## Relaciones con la Iglesia católica ucranianasui iurisy la Santa Sede

### Oposición a la deslatinización
La FSSJK rechaza las reformas de deslatinización litúrgica que se están implementando en la Iglesia greco-católica ucraniana, en plena comunión con Roma. Estas reformas comenzaron con las correcciones de los libros litúrgicos en la década de 1930 por parte del metropolita Andrey Sheptytsky. Sin embargo, según su biógrafo Cyril Korolevsky, el metropolita Andrey se oponía al uso de la fuerza contra los partidarios de las latinización, por temor a provocar un cisma similar al cisma de 1666 en la Iglesia ortodoxa rusa.
La deslatinización de la IGCU cobró mayor fuerza con el decreto Orientalium Ecclesiarum del Concilio Vaticano II (1964) y otros documentos posteriores. Esto llevó a la eliminación de elementos latinos en la diáspora ucraniana. Mientras tanto, la ocupación soviética de Ucrania occidental forzó a los católicos bizantinos a la clandestinidad, donde las prácticas latinizadas continuaron. Tras el levantamiento de la proscripción contra la IGCU en 1989, numerosos sacerdotes y jerarcas de la diáspora llegaron a Ucrania e intentaron imponer una uniformidad litúrgica.
En sus memorias tituladas Tradición perseguida, Basilio Kovpak acusa a la jerarquía de la IGCU de ejercer presión psicológica intensa sobre los sacerdotes reacios a deslatinizizar. Alega que muchos fieles, apegados a esas formas desde la clandestinidad, prefieren no asistir a la liturgia antes que participar en una celebración deslatinizada.
La FSSJK, por ejemplo, se opone a la eliminación del Vía Crucis, el rosario y la custodia en las parroquias de la Iglesia greco-católica ucraniana. Al rechazar estas reformas, también cuestionan la autoridad eclesiástica para realizarlas, lo que convierte la cuestión de quién controla la liturgia en un tema central del debate.
Los críticos de la FSSJK señalan que sus prácticas litúrgicas favorecen servicios abreviados y devociones del rito romano en detrimento de las prácticas y devociones tradicionales del cristianismo oriental y de la Iglesia greco-católica ucraniana. Los defensores argumentan que estas devociones "latinas", tomadas de los vecinos católicos latinos de Polonia, han sido parte de la tradición de los greco-católicos ucranianos durante siglos, y suprimirlas sería privar a los fieles de su patrimonio espiritual. El punto central del debate es qué constituye un "desarrollo orgánico".
La Santa Sede, sin embargo, ha sostenido desde antes del Concilio Vaticano II que la latinización litúrgica no fue un desarrollo orgánico. Como ejemplos se citan frecuentemente la encíclica Orientalium dignitas de León XIII en 1894, y las instrucciones de San Pío X de que los sacerdotes de la Iglesia católica bizantina rusa debían celebrar la liturgia "ni más, ni menos, ni diferente" (nec plus, nec minus, nec aliter) que los ortodoxos y los clérigos del rito antiguo.

### Eslavo eclesiástico

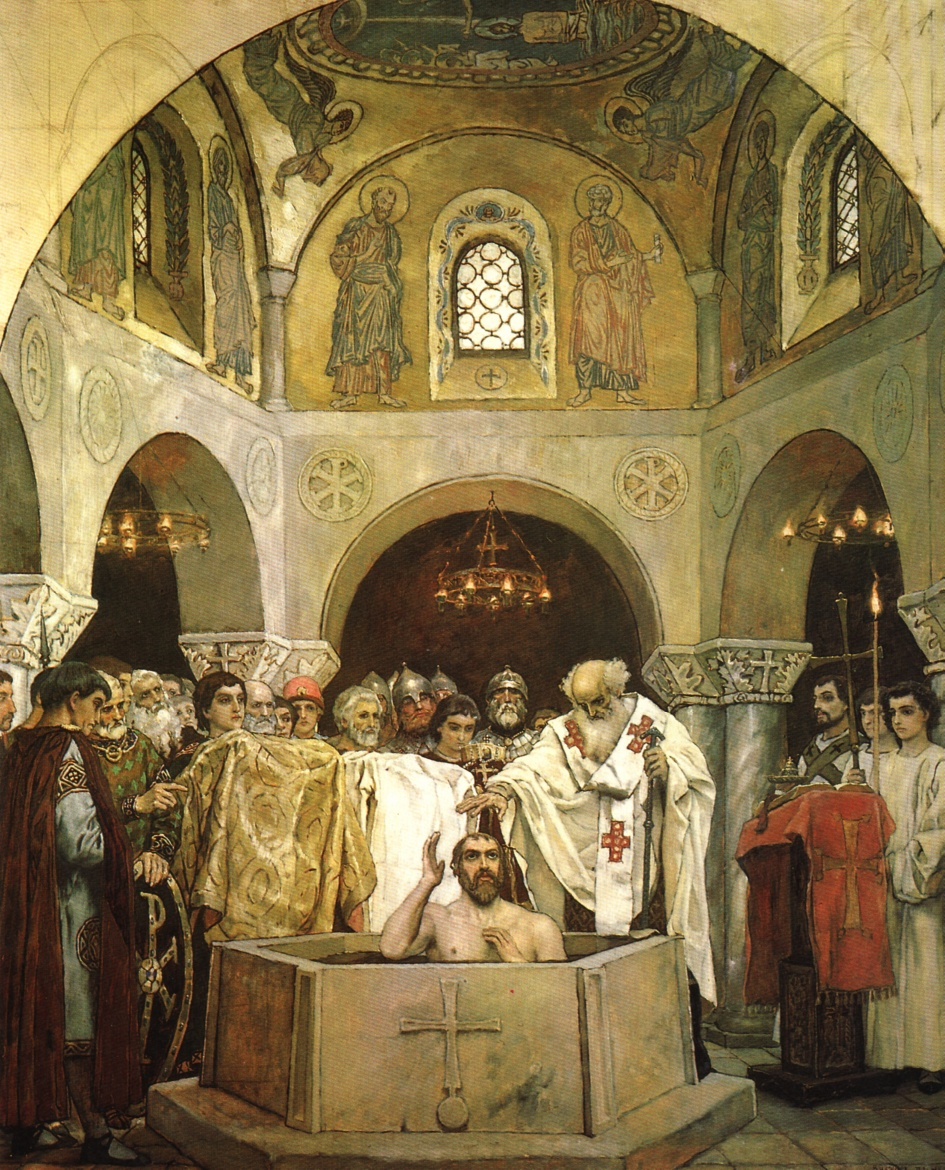
Vladimiro el Grande. La sociedad declara que uno de sus objetivos principales es la conversión de Rusia y Ucrania a la unidad con la Iglesia católica.

La FSSJK también se opone al abandono del eslavo eclesiástico, la lengua litúrgica tradicional de las Iglesias eslavas (tanto ortodoxas como greco-católicas), en favor del idioma ucraniano moderno en la liturgia de la Iglesia católica ucraniana. La sociedad sostiene que el eslavo eclesiástico es esencial para resaltar la unidad católica entre todos los pueblos eslavos y para evitar el nacionalismo, que históricamente ha dividido a los cristianos eslavos.
Sin embargo, los críticos sostienen que la esencia de la liturgia oriental es rezar en una lengua comprensible por el pueblo, y que el eslavo eclesiástico ha dejado de cumplir esa función, convirtiéndose en una imitación del uso del latín en Occidente para promover la unidad. La Iglesia greco-católica ucraniana tiene una gran presencia en países no eslavos, con numerosas eparquías y parroquias en la diáspora, lo que agrava el problema de los fieles que no comprenden lo que se celebra, y plantea desafíos en materia de asimilación.

### Ecumenismo
La Sociedad de San Josafat condena el ecumenismo con la Iglesia ortodoxa actualmente practicado tanto por la Santa Sede como por la Iglesia greco-católica ucraniana. En su lugar, la sociedad promueve actividades misioneras católicas entre los ortodoxos, que no están en comunión con la Santa Sede. En Persecuted Tradition, Basil Kovpak cita numerosos ejemplos de miembros del clero y laicos ortodoxos que desean convertirse y son rechazados por la IGCU. En muchos casos, alega, esto se debe a que los conversos no son étnicamente ucranianos.

### Intento de excomunión
En 2003, el cardenal Lubomyr Husar excomulgó al superior de la FSSJK, Kovpak, de la Iglesia greco-católica ucraniana. Kovpak apeló esta sanción ante el Tribunal Apostólico de la Rota Romana en Ciudad del Vaticano, y la excomunión fue declarada nula y sin efecto por carecer de forma canónica.

### Ordenaciones en 2006
El 22 de noviembre de 2006, el obispo Richard Williamson, entonces miembro de la Fraternidad Sacerdotal San Pío X (FSSPX), ordenó a dos sacerdotes y siete diáconos en Varsovia, Polonia, para la FSSJK, en violación de los cánones 1015 §2, 1021 y 1331 §2 del Código de Derecho Canónico, y de los cánones correspondientes del Código de los Cánones de las Iglesias Orientales. Un sacerdote de la FSSPX que estuvo presente comentó: «Todos quedamos muy edificados por su piedad, y yo mismo me asombré por la semejanza del ambiente entre los seminaristas con aquel que conocí en el seminario, a pesar de la diferencia de idioma, nacionalidad e incluso de rito».
El arzobispo Ihor Vozniak de Leópolis (la arquidiócesis en la que Kovpak está incardinado) denunció la acción de Williamson como un «acto criminal» y condenó la participación de Kovpak en la ceremonia. Señaló que los dos sacerdotes ordenados por Williamson no recibirían facultades dentro de la arquieparquía. Funcionarios de la arquidiócesis de Leópolis afirmaron que Kovpak podría enfrentar excomunión, y que «engaña a la Iglesia declarando que es un sacerdote católico griego (bizantino)», mientras apoya a un grupo (la FSSPX) que usa exclusivamente la antigua liturgia latina, rechaza la tradición bizantina y no mantiene fidelidad a la Santa Sede. En consecuencia, el proceso de excomunión de Kovpak fue reiniciado por la jerarquía de la Iglesia greco-católica ucraniana y confirmado por la Congregación para la Doctrina de la Fe el 23 de noviembre de 2007.
El padre John Jenkins, sacerdote de la Fraternidad San Pío X, declaró en 2006 que el nuevo arzobispo de Leópolis manifestó que su principal tarea para el año siguiente era erradicar a los «lefebvristas» de su territorio.

### Posición de la sociedad
Aunque la Iglesia greco-católica ucraniana, con el respaldo de la Santa Sede, declaró excomulgado a Kovpak y a la Sociedad de San Josafat sin facultades para ejercer ministerio dentro de la Iglesia católica, ellos sostienen que, aunque están en disputa con Lubomyr y, presumiblemente, con su sucesor Sviatoslav Shevchuk, y por su asociación con la Fraternidad San Pío X, en disputa indirecta con la jerarquía eclesiástica, son leales al Papa y a la Iglesia greco-católica ucraniana, y simplemente resisten lo que consideran modernismo, indiferentismo y liberalismo.